# Liste der Biografien/Kum
Liste der Biografien |
Portal Biografien |
Personensuche
# |
A |
B |
C |
D |
E |
F |
G |
H |
I |
J |
K |
L |
M |
N |
O |
P |
Q |
R |
S |
T |
U |
V |
W |
X |
Y |
Z |
?
 
Ka |
Kb |
Kc |
Kd |
Ke |
Kf |
Kg |
Kh |
Ki |
Kj |
Kl |
Km |
Kn |
Ko |
Kp |
Kr |
Ks |
Kt |
Ku |
Kv |
Kw |
Ky |
Kx |
Kz
 
Kua |
Kub |
Kuc |
Kud |
Kue |
Kuf |
Kug |
Kuh |
Kui |
Kuj |
Kuk |
Kul |
Kum |
Kun |
Kuo |
Kup |
Kuq |
Kur |
Kus |
Kut |
Kuu |
Kuv |
Kuw |
Kux |
Kuy |
Kuz
Die Liste der Biografien führt alle Personen auf, die in der deutschsprachigen Wikipedia einen Artikel haben. Dieses ist eine Teilliste mit 412 Einträgen von Personen, deren Namen mit den Buchstaben „Kum“ beginnt.

## Kum
- Kum, Christian (* 1985), deutsch-niederländischer Fußballspieler

### Kuma
- Kum'a Ndumbe III., Alexandre (* 1946), kamerunischer Historiker, Hochschullehrer und Germanist
- Kuma, Abera (* 1990), äthiopischer Langstreckenläufer
- Kuma, Eyerusalem (* 1981), äthiopische Langstreckenläuferin
- Kuma, Kengo (* 1954), japanischer ArchitektKengo Kuma (* 1954)

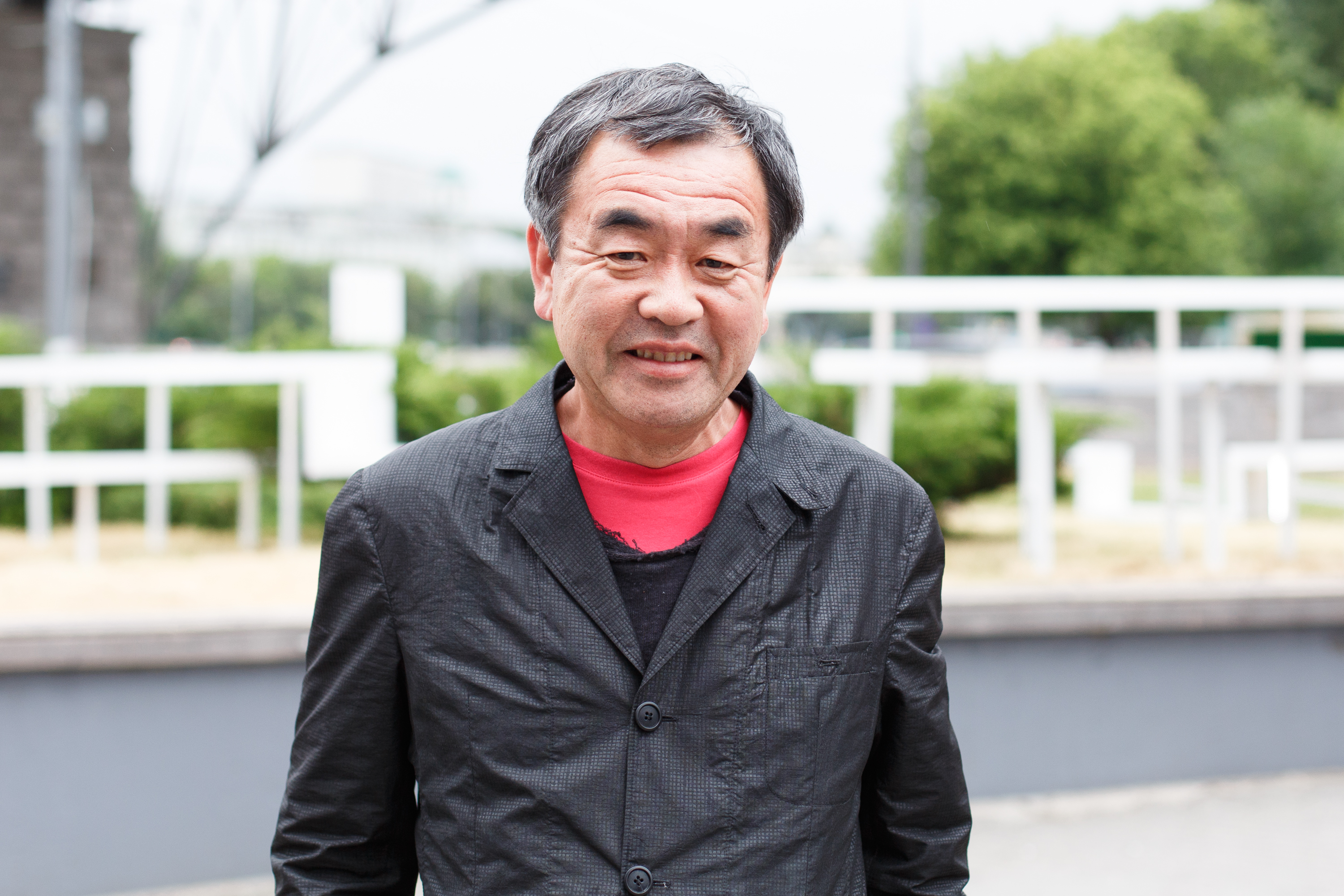
Kengo Kuma (* 1954)

- Kumabayashi, Shingo (* 1981), japanischer Fußballspieler
- Kumacheva, Eugenia (* 1955), kanadische Chemikerin und Hochschullehrerin
- Kumagai, Andrew (* 1993), japanischer Fußballspieler
- Kumagai, Ichiya (1890–1968), japanischer Tennisspieler
- Kumagai, Kōji (* 1975), japanischer Fußballspieler
- Kumagai, Kyōko (* 1983), japanische Mangaka
- Kumagai, Masahiko (* 1975), japanischer Fußballspieler
- Kumagai, Morikazu (1880–1977), japanischer Maler
- Kumagai, Naoyoshi (1782–1862), japanischer Waka-Poet
- Kumagai, Naozane (1141–1207), japanischer Militärkommandeur
- Kumagai, Sadatoshi (* 1945), japanischer Wissenschaftler und Politiker
- Kumagai, Saki (* 1990), japanische FußballspielerinSaki Kumagai (* 1990)

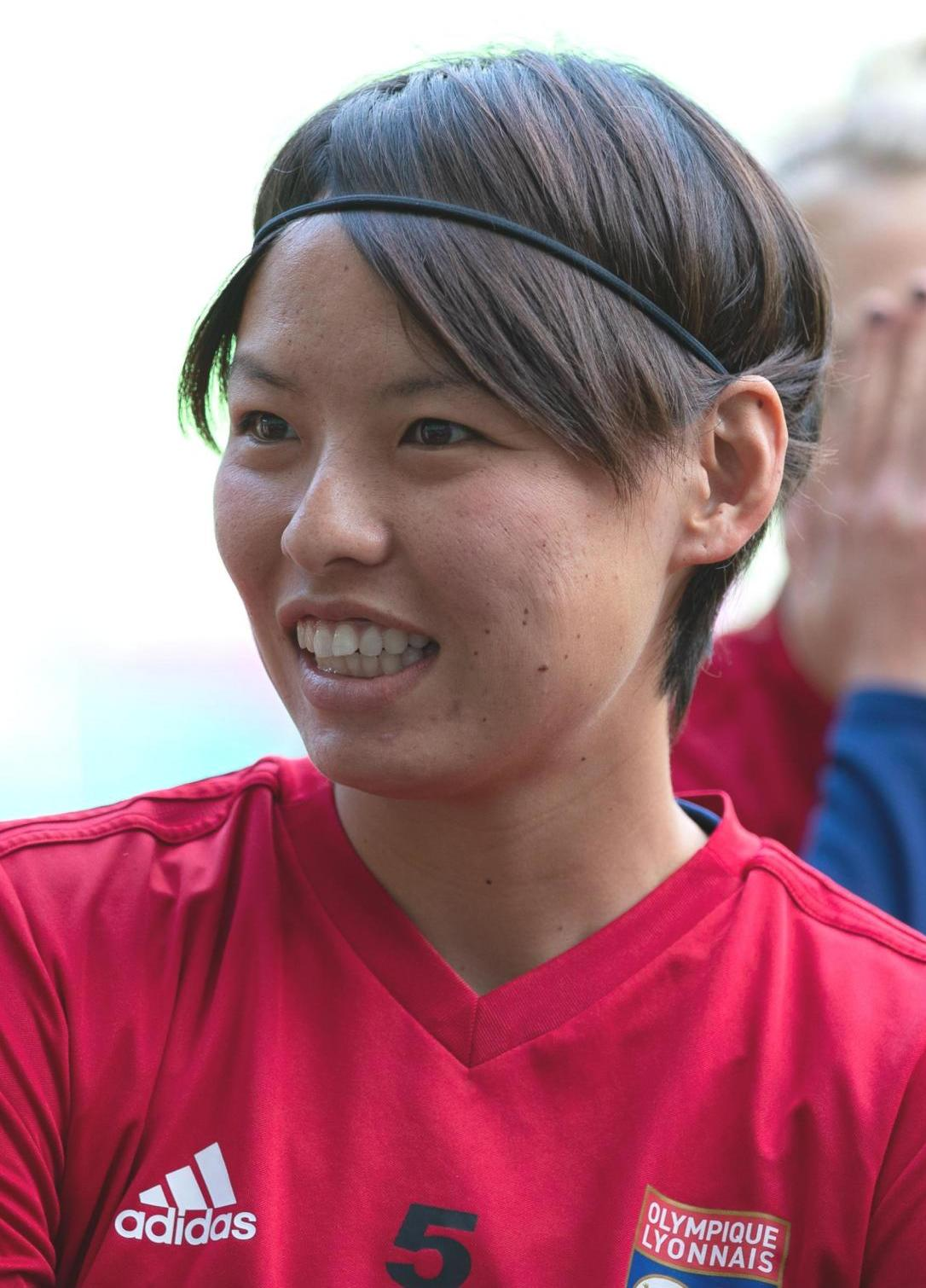
Saki Kumagai (* 1990)

- Kumagai, Shun (* 1996), japanischer Fußballspieler
- Kumagai, Taizō (1880–1962), japanischer Mediziner
- Kumagai, Tatsuya (* 1992), japanischer Fußballspieler
- Kumagaï, Tokio (1947–1987), japanischer Schuh- und Modedesigner
- Kumagawa, Kakeru (* 1997), japanischer Fußballspieler
- Kumah, Ablade (* 1970), ghanaischer Fußballspieler
- Kumah, Simon Wellington (1918–1992), ghanaischer Diplomat und Sprachdozent
- Kumahara, Caroline (* 1995), brasilianische Tischtennisspielerin
- Kumai, Kei (1930–2007), japanischer Filmregisseur
- Kumai, Shun’ichi, japanischer Fußballspieler
- Kumakiri, Kazuyoshi (* 1974), japanischer Regisseur
- Kumakura, Koki (* 2002), japanischer Fußballspieler
- Kumakura, Kotatsu (* 2002), japanischer Fußballspieler
- Kumal, Som Bahadur (* 1992), nepalesischer Mittelstreckenläufer
- Kumala, Ratih (* 1980), indonesische Autorin
- Kumalo, Basetsana (* 1974), südafrikanische Unternehmerin, Fernsehmoderatorin und Schönheitskönigin
- Kumalo, Sydney (1935–1988), südafrikanischer Bildhauer, Maler und Kunstpädagoge
- Kumalo, Xolelo Thaddaeus (* 1954), südafrikanischer Geistlicher und römisch-katholischer Bischof von Witbank
- Kumamoto, Yūta (* 1995), japanischer Fußballspieler
- Kumano-Go Hitoshi (1935–1982), japanischer Mathematiker
- Kumanzow, Andrei Igorewitsch (* 1986), russischer Tennisspieler
- Kumar Mallick, Amiya (* 1992), indischer Sprinter
- Kumar Mehra, Raj (1918–2001), indischer Radrennfahrer
- Kumar Saroj, Ajay (* 1997), indischer Mittelstreckenläufer
- Kumar Sett, Tarit (1931–2014), indischer Radrennfahrer
- Kumar, A. S. Kiran (* 1952), indischer Weltraumwissenschaftler
- Kumar, Aarish (* 1999), singapurischer Fußballspieler
- Kumar, Abhinav (* 1973), indischer Polizeidirektor des Bundesstaates Uttarakhand und Kolumnist
- Kumar, Ajith (* 1971), indischer Automobilrennfahrer
- Kumar, Akshay (* 1967), indischer SchauspielerAkshay Kumar (* 1967)

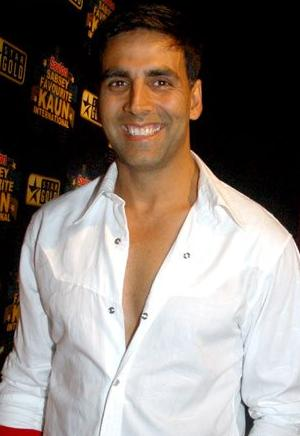
Akshay Kumar (* 1967)

- Kumar, Alok (* 1968), indischer Billardspieler
- Kumar, Amir (1923–1980), indischer Hockeyspieler
- Kumar, Amit (* 1952), indischer Schauspieler und Komponist
- Kumar, Amit (* 1993), indischer Ringer
- Kumar, Anant (* 1969), deutscher Schriftsteller indischer Herkunft
- Kumar, Anumanthan (* 1994), singapurischer Fußballspieler
- Kumar, Arjun (* 1993), indischer Kugelstoßer
- Kumar, Arokia Raj Satis (* 1977), indischer römisch-katholischer Geistlicher, Weihbischof in Bangalore
- Kumar, Ashok (1911–2001), indischer Filmschauspieler, Filmregisseur und Filmproduzent
- Kumar, Ashvin (* 1973), indischer Filmregisseur, Filmproduzent und Drehbuchautor
- Kumar, Bhuvneshwar (* 1990), indischer Cricketspieler
- Kumar, Dilip (1922–2021), indischer Filmschauspieler
- Kumar, Dinesh (* 1988), indischer Boxer
- Kumar, Gurjinder (* 1990), indischer Fußballspieler
- Kumar, Jay (* 2006), indischer Sprinter
- Kumar, Kartik (* 1999), indischer Langstreckenläufer
- Kumar, Keshav (* 2001), singapurischer Fußballspieler
- Kumar, Kishore (1929–1987), indischer Playbacksänger und Schauspieler
- Kumar, Krishan (* 1997), indischer Mittelstreckenläufer
- Kumar, Kush (* 1996), indischer Squashspieler
- Kumar, Manoj (* 1986), indischer Boxer
- Kumar, Maurice (* 1986), deutscher Schauspieler
- Kumar, Meira (* 1945), indische Politikerin
- Kumar, Milind (* 1991), indischer Cricketspieler
- Kumar, Mohit (* 1997), indischer Sprinter
- Kumar, Naveen (* 1988), indischer Hindernisläufer
- Kumar, Neeraj (* 1990), indischer Hammerwerfer
- Kumar, Nish (* 1985), britischer Stand-up-Comedian, Fernsehmoderator und PodcasterNish Kumar (* 1985)

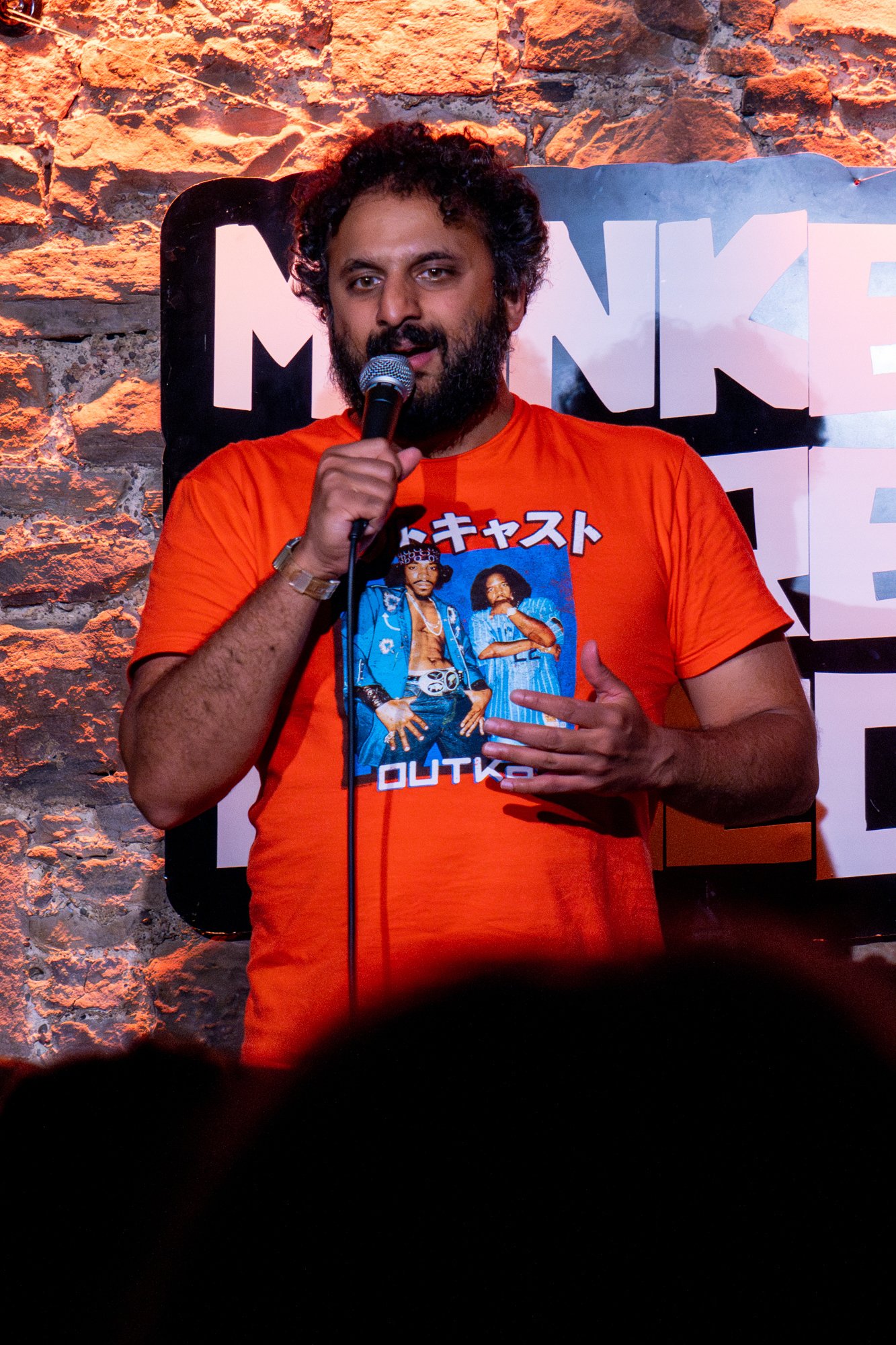
Nish Kumar (* 1985)

- Kumar, Nitin (* 1985), indischer Dartspieler
- Kumar, Nitish (* 1951), indischer Politiker
- Kumar, Omni (* 2001), US-amerikanischer Tennisspieler
- Kumar, Parveen (* 1942), britisch-indische Medizinerin und Hochschullehrerin
- Kumar, Pranav (* 1999), US-amerikanischer Tennisspieler
- Kumar, Praveen (1947–2022), indischer Diskus- und Hammerwerfer, Filmschauspieler
- Kumar, R. K. (1942–1999), indischer Politiker
- Kumar, Ravi (* 1997), indischer Ringer
- Kumar, Rayarala Vijay (* 1969), indischer Geistlicher, römisch-katholischer Bischof von Srikakulam
- Kumar, Ronil (* 1984), fidschianischer Fußballspieler
- Kumar, Rupesh (* 1979), indischer Badmintonspieler
- Kumar, Sajjan (* 1945), indischer Politiker
- Kumar, Salesh (* 1981), fidschianischer Fußballspieler
- Kumar, Sandeep (* 1974), indischer Schauspieler, Regisseur und Filmemacher
- Kumar, Sandeep (* 1986), indischer Leichtathlet
- Kumar, Sanjeev (1938–1985), indischer Filmschauspieler
- Kumar, Satish (* 1936), indischer britischer Aktivist und Sprecher
- Kumar, Satish (* 1989), indischer Amateurboxer im Superschwergewicht
- Kumar, Shailaja (* 1967), indische Skirennläuferin
- Kumar, Sujit (1934–2010), indischer Filmschauspieler und -regisseur
- Kumar, Sunil (* 1984), indischer Langstreckenläufer
- Kumar, Suresh (* 1991), indischer Langstreckenläufer
- Kumar, Sushil (* 1983), indischer Ringer
- Kumar, Uttam (1926–1980), indischer Filmschauspieler
- Kumar, Vijay (* 1985), indischer Sportschütze
- Kumar, Vijender (* 1985), indischer Boxer
- Kumar, Vimal (* 1962), indischer Badmintonspieler
- Kumar, Vinay (* 1984), indischer Cricketspieler
- Kumar, Vinod (* 1968), indischer Badmintonspieler
- Kumar, Vipin (* 1956), indisch-US-amerikanischer Informatiker
- Kumara, Hemantha Susantha (* 1991), sri-lankischer Leichtathlet
- Kumara, Lahiru (* 1997), sri-lankischer Cricketspieler
- Kumara, Manjula (* 1984), sri-lankischer Hochspringer
- Kumarage, Kalinga (* 1992), sri-lankischer Leichtathlet
- Kumaragupta I. († 455), Herrscher im nordindischen Reich der Gupta (415–455)
- Kumaraja (1266–1343), Buddhist der Nyingma-Schule; Dozgchen-Meister
- Kumārajīva (343–413), buddhistischer Mönch
- Kumaran, Dharshan (* 1975), englischer Schachspieler
- Kumarapperuma, Chameera (* 1977), sri-lankischer Badmintonspieler
- Kumarasinghe, Dilshi (* 1999), sri-lankische Leichtathletin
- Kumaraswamy, H. D. (* 1959), indischer Politiker
- Kumaratunga, Chandrika (* 1945), sri-lankische Politikerin, Präsidentin von Sri LankaChandrika Kumaratunga (* 1945)

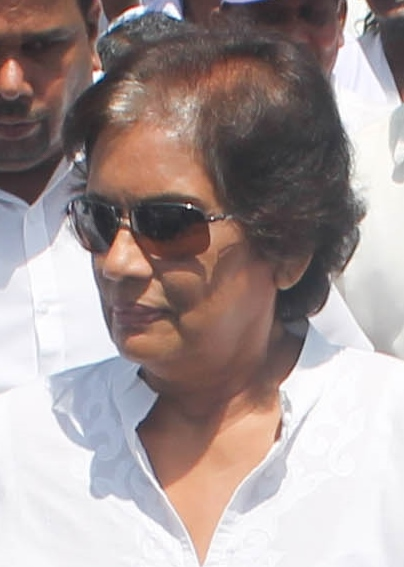
Chandrika Kumaratunga (* 1945)

- Kumari, Babita (* 1989), indische Ringerin
- Kumari, Deepika (* 1994), indische Bogensportlerin
- Kumari, Geeta (* 1988), indische Ringerin
- Kumari, Meena (1933–1972), indische Filmschauspielerin
- Kumari, Pratima (* 1976), indische Gewichtheberin
- Kumari, Rachna (* 1993), indische Hammerwerferin
- Kumari, Sahana (* 1982), indische Hochspringerin
- Kumari, Sandeep (* 1992), indische Diskuswerferin
- Kumari, Sugandha (* 1996), indische Leichtathletin
- Kumari, Sugandika (* 1990), sri-lankische Cricketspielerin
- Kumarila, indischer Philosoph und Brahmane
- Kumaritaschwili, Nodar (1988–2010), georgischer Rennrodler
- Kumaş, Sebahat (* 1989), türkische Schauspielerin
- Kumasaka, Fernanda (* 1981), brasilianische Badmintonspielerin
- Kumasaka, Guilherme (* 1978), brasilianischer Badmintonspieler
- Kumasaka, Koki (* 2001), japanischer Fußballspieler
- Kumasawa, Kazuki (* 2001), japanischer Fußballspieler
- Kumashiro, Keito (* 2007), japanischer Fußballspieler
- Kumashiro, Tatsumi (1927–1995), japanischer Filmregisseur
- Kumashiro, Yūhi (1712–1773), japanischer Maler
- Kumata, Naoki (* 2004), japanischer Fußballspieler
- Kumatoriya, Issei (* 2003), japanischer Fußballspieler
- Kumazawa, Banzan (1619–1691), japanischer Konfuzianist
- Kumazawa, Keisuke (* 1989), japanischer Fußballspieler

### Kumb
- Kumba, Jemma Nunu (* 1966), südsudanesische Politikerin
- Kumbalek, Mindy, Musikerin US-amerikanischer Herkunft
- Kumbaracıbaşı, Teoman (* 1971), argentinisch-türkischer Schauspieler
- Kumbaro, Mirela (* 1966), albanische Politikerin (PS)
- Kumbárová, Blanka (* 1976), tschechische Tennisspielerin
- Kumbartzky, Herta (1904–1987), deutsche Malerin
- Kumbartzky, Oliver (* 1981), deutscher Politiker (FDP), MdLOliver Kumbartzky (* 1981)

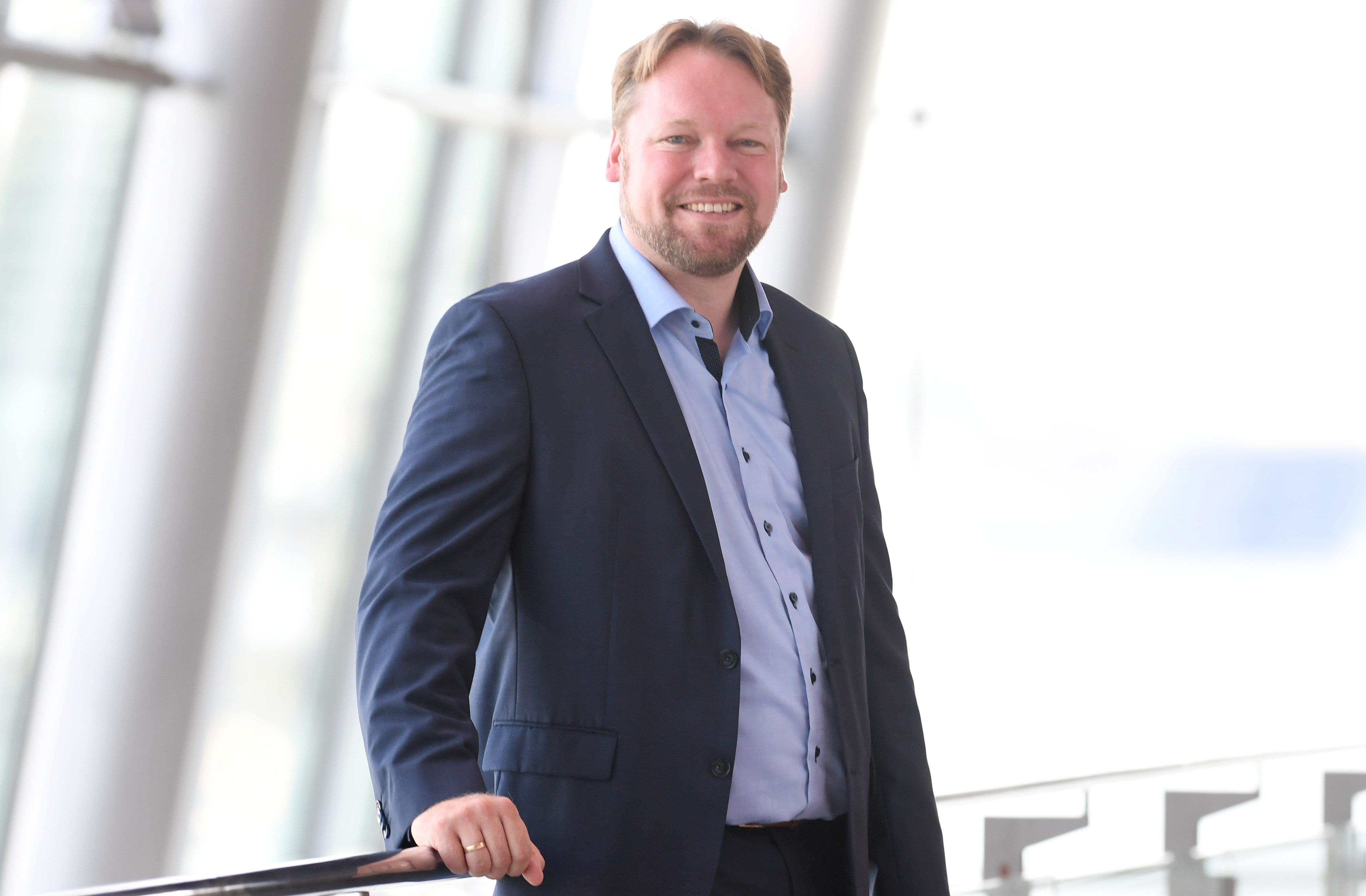
Oliver Kumbartzky (* 1981)

- Kumbaşı, Samet (* 1988), türkischer Fußballtorspieler
- Kumbedi, Saël (* 2005), französisch-kongolesischer Fußballspieler
- Kumbela, Domi (* 1984), kongolesischer Fußballspieler
- Kumbernuss, Astrid (* 1970), deutsche Kugelstoßerin und Olympiasiegerin
- Kumbha († 1468), indischer Herrscher
- Kumbier, Dagmar (* 1965), deutsche Psychotherapeutin, Coach, Autorin
- Kumbier, Max (1867–1937), deutscher Ministerialbeamter und Staatssekretär
- Kumble, Roger (* 1966), US-amerikanischer Filmregisseur und Drehbuchautor
- Kumbulla, Marash (* 2000), albanisch-italienischer Fußballspieler

### Kumc
- Kumcuoğlu, Mesut (* 1979), türkischer Fußballspieler

### Kume
- Kume, Keiichirō (1866–1934), japanischer Maler
- Kume, Masao (1891–1952), japanischer Schriftsteller
- Kümel, Harry (* 1940), belgischer Filmregisseur
- Kumeliauskas, Donatas (* 1987), litauischer Eishockeyspieler
- Kumeliauskas, Tadas (* 1990), litauischer Eishockeyspieler
- Kumenius, Otto (1912–1996), finnischer Geheimdienstler und Autor
- Kumer, Jelena (* 1994), kroatische Fußballschiedsrichterin
- Kumerdej, Mojca (* 1964), slowenische Schriftstellerin und Publizistin
- Kumerow, Jake (* 1992), US-amerikanischer American-Football-Spieler
- Kumeta, Kōji (* 1967), japanischer Manga-Zeichner

### Kumf
- Kumfeldt, Torsten (1886–1966), schwedischer Schwimmer und Wasserballspieler

### Kumh
- Kumher, Franz (1927–2018), deutscher Maler, Grafiker, Lichtkinetiker und Hochschullehrer
- Kümhof, Max (1924–2011), deutscher römisch-katholischer Geistlicher
- Kumhofer, Simone (* 1983), österreichische Triathletin

### Kumi
- Kumi, Eric (* 1995), ghanaischer Fußballspieler
- Kumi, Samuel Patrick Ofei, ghanaischer Diplomat
- Kumičić, Eugen (1850–1904), kroatischer Lehrer, Politiker und Schriftsteller
- Kumilgo, Rama (* 1999), papua-neuguineischer Leichtathletin
- Kumin, Andreas (* 1965), österreichischer Rechtswissenschaftler
- Kumin, Maxine (1925–2014), US-amerikanische Dichterin und Schriftstellerin
- Kuminetz, Géza (* 1959), ungarischer römisch-katholischer Priester, Theologe, Hochschullehrer und Rektor
- Kuminga, Jonathan (* 2002), kongolesischer BasketballspielerJonathan Kuminga (* 2002)

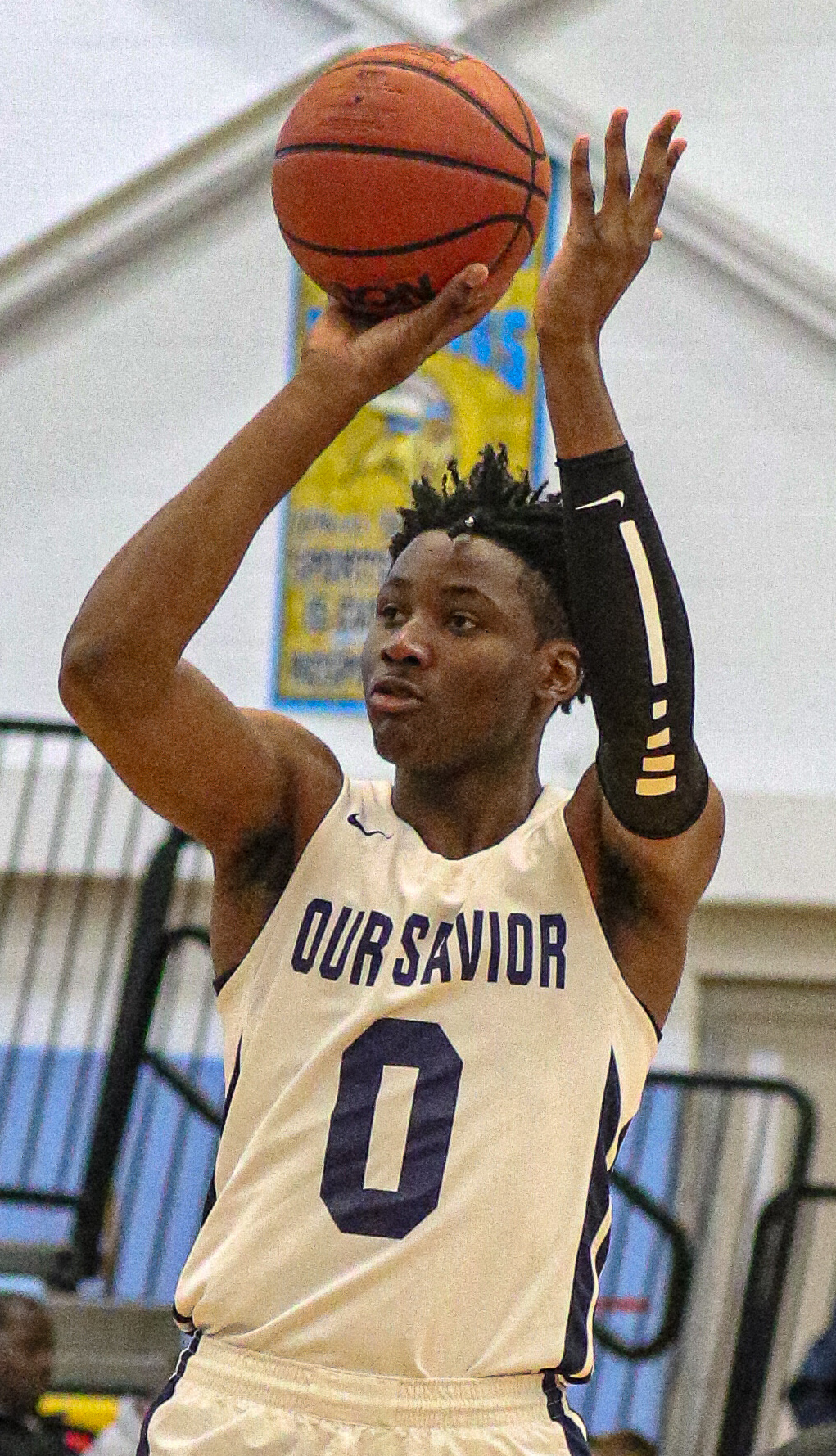
Jonathan Kuminga (* 2002)

- Kümisbekow, Aidar (* 1979), kasachischer Fußballspieler

### Kuml
- Kumleben, Gerhard (1901–1974), deutsch-französischer Journalist, politischer Aktivist und Autor
- Kumlehn, Martina (* 1966), deutsche evangelische Theologin
- Kumler, Aden (* 1974), US-amerikanische Kunsthistorikerin
- Kumlien, Kjell (1903–1995), schwedischer Historiker, Hanseforscher und Hochschullehrer
- Kumlik, Josef (1801–1869), Musiker, Komponist
- Kumlin Granit, Mikaela (* 1967), schwedische Diplomatin
- Kumlutaş, Yusuf (* 1963), türkischer Herpetologe

### Kumm
- Kumm, August Bernhard (1890–1963), deutscher Geologe
- Kumm, Boris (1897–1958), kommunistischer estnischer Politiker
- Kumm, Karl (1874–1930), deutsch-britischer Missionar
- Kumm, Mattias (* 1967), deutsch-US-amerikanischer Rechtswissenschaftler und Hochschullehrer
- Kumm, Otto (1909–2004), deutscher SS-Brigadeführer und Generalmajor der Waffen-SSOtto Kumm (1909–2004)

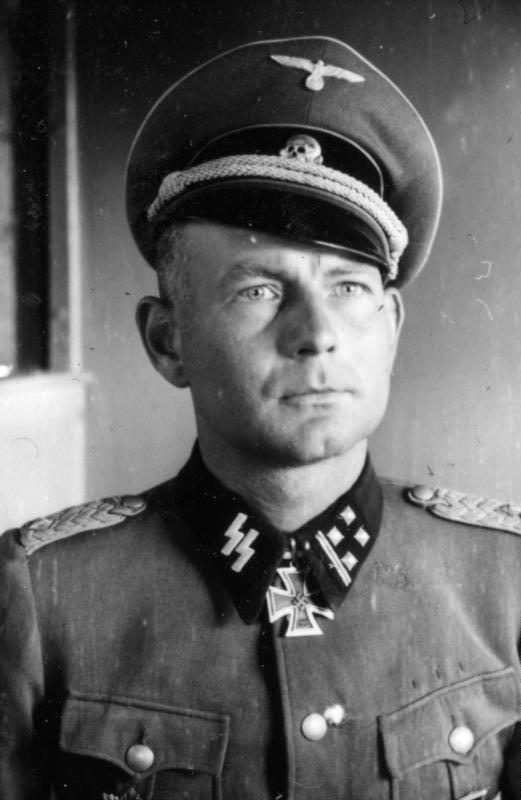
Otto Kumm (1909–2004)

- Kumm, Paul (1866–1927), deutscher Botaniker und Prähistoriker
- Kumm, Thomas (* 1969), deutscher Eisschnellläufer und Sportwissenschaftler
- Kummant, Alexander K. (* 1962), amerikanischer Manager
- Kummant, Peter von (* 1943), deutscher Fußballspieler
- Kummant, Roland von (* 1977), deutscher Schauspieler
- Kummant, Thomas von (* 1972), deutscher Künstler und Autor
- Kumme, Friedrich (1868–1927), deutscher Heeresoffizier, zuletzt Generalleutnant
- Kumme, Ulrich (* 1951), deutscher Politiker und Richter am Landgericht Hildesheim
- Kümmel, Anja (* 1978), deutsche Schriftstellerin
- Kummel, Bernhard (1919–1980), US-amerikanischer Paläontologe und Geologe
- Kümmel, Birgit (* 1958), deutsche Kunsthistorikerin, Autorin und Herausgeberin
- Kümmel, Detlev (* 1968), deutscher Galerist
- Kümmel, Ernst (* 1925), deutscher Fußballspieler und -trainer
- Kümmel, Friedrich (* 1896), deutscher Politiker (LDPD), MdL Sachsen-Anhalt
- Kümmel, Friedrich (1933–2021), deutscher Philosoph und Pädagoge
- Kümmel, Georg (* 1805), königlich hannoverscher Hofofensetzer und Fabrikant
- Kümmel, Gerhard (* 1964), deutscher Politikwissenschaftler und Militärsoziologe
- Kümmel, Hans Martin (1937–1986), deutscher Altorientalist und Hochschullehrer
- Kümmel, Harald (* 1978), deutscher Beamter
- Kümmel, Heinrich (1810–1855), deutscher Bildhauer
- Kümmel, Hermann (1922–2012), deutscher Physiker und Hochschullehrer
- Kümmel, Ina (* 1967), deutsche Skilangläuferin
- Kümmel, Ingo (1937–1990), deutscher Kunstvermittler und Galerist
- Kümmel, Johann Friedrich (1770–1825), deutscher Unternehmer (Ofenfabrikant) und Königlich Hannoverscher Hofofensetzer
- Kümmel, Jürgen (* 1948), deutscher Bildhauer
- Kümmel, Konrad (1848–1936), deutscher katholischer Schriftsteller, Päpstlicher Hausprälat
- Kümmel, Lisa (1897–1944), deutsche Malerin und Kunstgewerblerin
- Kümmel, Martin Joachim (* 1970), deutscher Indogermanist und Hochschullehrer
- Kümmel, Otto (1874–1952), deutscher Kunsthistoriker und Museumsdirektor
- Kümmel, Peeter (* 1982), estnischer Skilangläufer
- Kümmel, Reiner (* 1939), deutscher Wirtschaftsphysiker
- Kümmel, Richard (1822–1888), deutscher Turner und Turnpädagoge
- Kümmel, Timo (* 1980), deutscher Illustrator und Künstler
- Kümmel, Werner (1834–1893), deutscher Bauingenieur
- Kümmel, Werner (1866–1930), deutscher Hals-Nasen-Ohren-Arzt und Hochschullehrer
- Kümmel, Werner Friedrich (1936–2025), deutscher Medizinhistoriker
- Kümmel, Werner Georg (1905–1995), deutscher evangelischer Theologe und Hochschullehrer
- Kümmel-Schnur, Albert (* 1969), deutscher Kultur-, Medien- und Literaturwissenschaftler
- Kummeling, Henk (* 1961), niederländischer Rechtswissenschaftler und Hochschullehrer
- Kümmell, Dieter (1911–1988), deutscher Verwaltungsjurist, Landrat in Danzig-Westpr., Ministerialbeamter in Bonn
- Kümmell, Gottfried (1866–1922), deutscher Chemiker und Hochschullehrer
- Kümmell, Hermann (1852–1937), deutscher Chirurg und Hochschullehrer
- Kümmell, Hermann Adolph (1890–1969), deutscher Mediziner
- Kümmell, Philipp (1809–1888), deutscher evangelisch-lutherischer Theologe und Mitglied der Ersten Kammer des kurhessischen Landtags
- Kummels, Ingrid (* 1956), deutsche Altamerikanistin
- Kummen, Grete (* 1952), norwegische Skilangläuferin
- Kummer, Adolph (1786–1817), deutscher Naturforscher
- Kummer, Annika (* 1992), deutsche Volleyballspielerin
- Kummer, August (1790–1876), deutscher Gutsbesitzer und Richter
- Kummer, Benno (1924–2007), deutscher Arzt
- Kummer, Bernd (1947–2022), deutscher Mathematiker und Hochschullehrer
- Kummer, Bernhard (1897–1962), deutscher Germanist und Spezialist für altnordische Sprachen
- Kummer, Carl Robert (1810–1889), deutscher Maler
- Kummer, Caspar (1795–1870), deutscher Flötist, Komponist und Musikpädagoge der Romantik
- Kummer, Christa (* 1964), österreichische Fernsehmoderatorin, Hydrogeologin und Klimatologin
- Kummer, Christian (* 1945), deutscher Biologe, Philosoph und Jesuit
- Kummer, Christopher (* 1975), deutscher Wirtschaftswissenschaftler, Hochschullehrer und Unternehmensberater
- Kummer, Darley José (* 1967), brasilianischer römisch-katholischer Geistlicher und Weihbischof in Porto Alegre
- Kummer, Dirk (* 1966), deutscher Regisseur und Drehbuchautor
- Kummer, Eberhard (1940–2019), österreichischer Konzertsänger, Jurist und Experte für Musik des Mittelalters
- Kummer, Ernst Eduard (1810–1893), deutscher Mathematiker und Hochschullehrer; Rektor in Breslau und Berlin
- Kummer, Eva (* 1967), deutsche Tischtennisspielerin
- Kummer, Felix (* 1989), deutscher RapperFelix Kummer (* 1989)

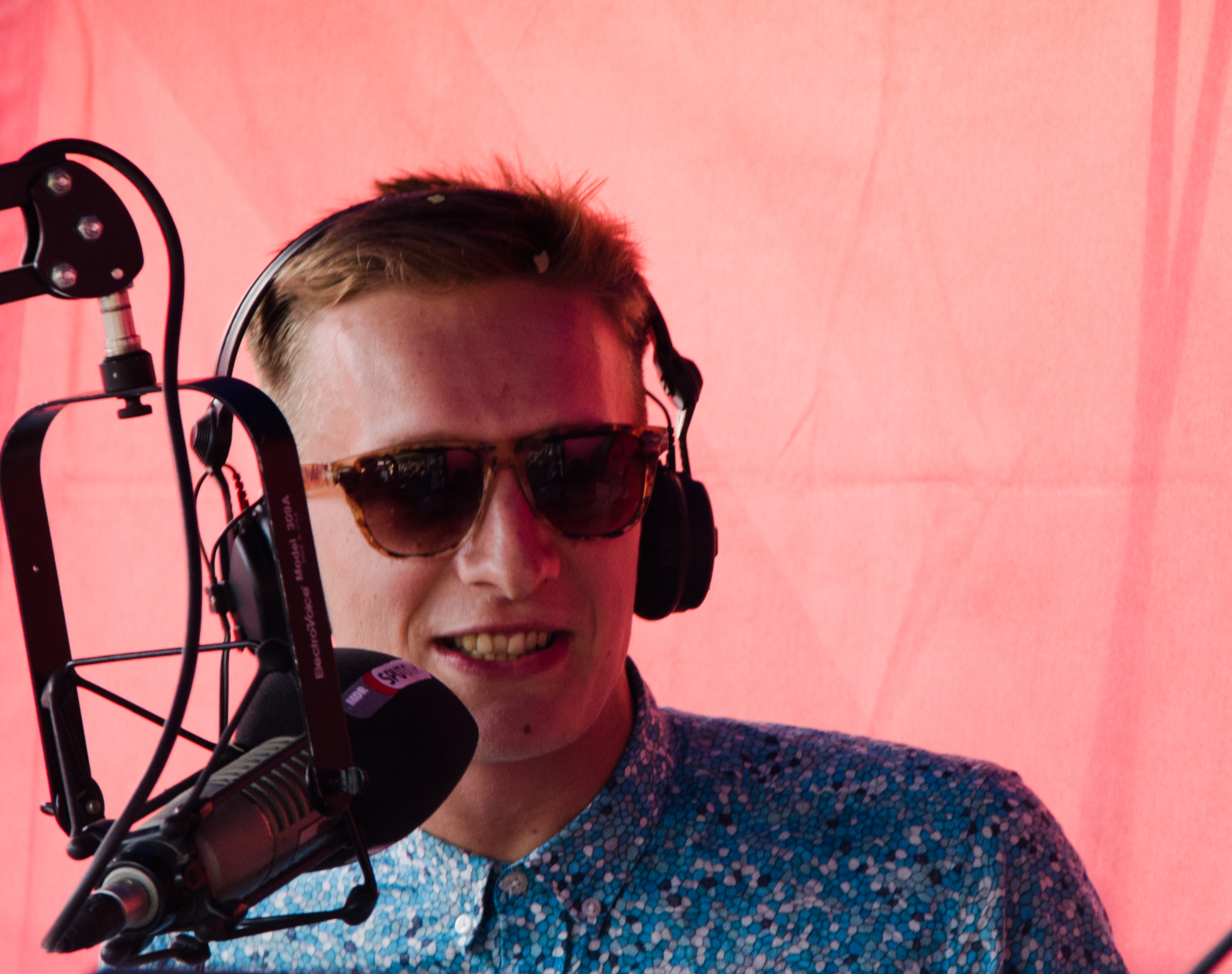
Felix Kummer (* 1989)

- Kummer, Ferdinand (1807–1870), deutscher Botaniker
- Kummer, Ferdinand von (1816–1900), preußischer General der Infanterie
- Kummer, Franz (1910–2000), österreichischer Landwirt und Politiker, Abgeordneter zum Nationalrat
- Kummer, Franz J. (* 1969), Schweizer Rechtsinformatiker und Jurist
- Kummer, Friedrich (1865–1939), deutscher Literaturgeschichtler und Feuilletonredakteur
- Kummer, Friedrich (* 1938), österreichischer Internist und Pneumologe
- Kummer, Friedrich August der Jüngere (1797–1879), deutscher Cellist und Komponist
- Kummer, Friedrich Gotthelf (1782–1854), sächsischer Münzmeister
- Kummer, Fritz (1875–1937), deutscher Metallarbeiter, sozialdemokratischer Gewerkschafter und Reise-Schriftsteller
- Kummer, Gerald (* 1958), deutscher Politiker (SPD), MdL
- Kummer, Gotthelf (1868–1941), deutscher Geodät, Ministerialrat im preußischen Landwirtschaftsministerium
- Kummer, Hans (1930–2013), Schweizer Primatologe und Verhaltensforscher
- Kummer, Heinrich von (1841–1924), preußischer Generalleutnant
- Kummer, Heinrich von (1874–1951), deutscher Generalmajor
- Kummer, Heinz-Karl (1920–1987), deutscher Künstler
- Kummer, Ines (* 1962), deutsche Politikerin (Bündnis 90/Die Grünen)
- Kummer, Jan (* 1965), deutscher Bildender Künstler und Musiker
- Kummer, Joachim (* 1937), deutscher Kommunalpolitiker (CDU)
- Kummer, Johann Georg, thüringischer Orgelbauer
- Kummer, Johann Jakob (1828–1913), Schweizer Statistiker
- Kummer, Johann Jeremias (1785–1859), deutscher Schriftsteller und Pädagoge
- Kummer, Julius (* 1804), preußischer Verwaltungsjurist
- Kummer, Karl (1904–1967), österreichischer Jurist und Politiker, Sozialreformer, Abgeordneter zum Nationalrat
- Kummer, Karl Wilhelm (1785–1855), deutscher Globenhersteller
- Kummer, Katharina (* 1981), deutsche Regisseurin und Theaterautorin
- Kummer, Kurt (1894–1966), deutscher Landwirt und Ministerialbeamter
- Kummer, Lilian (* 1975), Schweizer Skirennläuferin
- Kummer, Linda (* 1999), deutsche Schauspielerin
- Kummer, Luise (* 1993), deutsche BiathletinLuise Kummer (* 1993)

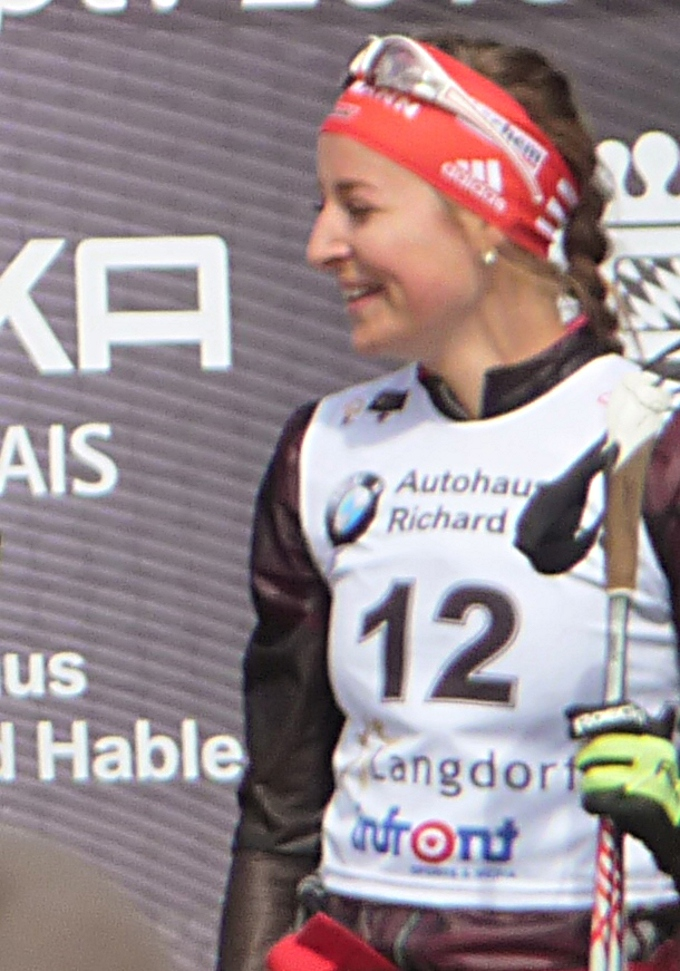
Luise Kummer (* 1993)

- Kummer, Lukas (* 1985), Schweizer Skeletonpilot
- Kummer, Lukas (* 1988), österreichischer Comiczeichner, Graphic Novel-Autor und Illustrator
- Kummer, Manfred (1928–2012), deutscher Ingenieur und Hochschul-Professor für Hochfrequenztechnik
- Kummer, Maria Gottliebin (1756–1828), deutsche radikalpietistische Visionärin
- Kummer, Mario (* 1962), deutscher RadsportlerMario Kummer (* 1962)

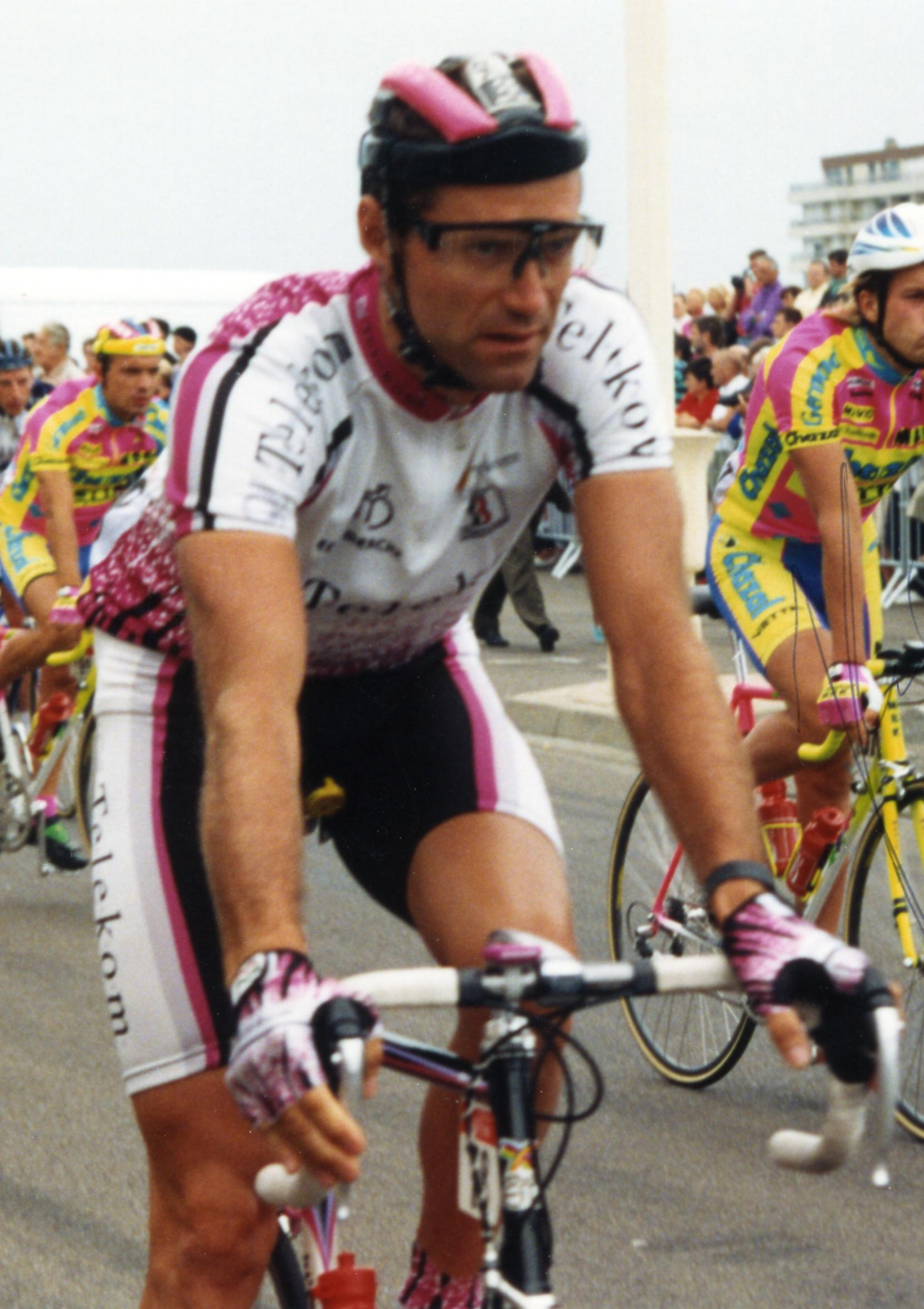
Mario Kummer (* 1962)

- Kummer, Matthias von (1947–2017), deutscher Diplomat
- Kummer, Oskar Ludwig (1848–1912), deutscher Ingenieur und Unternehmer
- Kummer, Patrizia (* 1987), Schweizer Snowboarderin
- Kummer, Paul (1834–1912), deutscher evangelischer Geistlicher, Lehrer und Wissenschaftler
- Kummer, Paul Gotthelf (1750–1835), deutscher Buchhändler und Verleger
- Kummer, Peter, deutscher Baumeister und sächsischer Hofmaurermeister
- Kummer, Peter (1945–2017), Schweizer Politiker (SVP)
- Kummer, Raimund (* 1954), deutscher Bildhauer
- Kummer, Richard (1884–1971), deutscher Landrat
- Kummer, Roy (* 1966), deutscher Schriftsteller
- Kummer, Rudolf (1896–1987), deutscher Bibliothekar und SS-Obersturmbannführer
- Kummer, Samuel (1968–2024), deutscher Organist und Kirchenmusiker
- Kummer, Sebastian (* 1963), deutscher Wirtschaftswissenschaftler
- Kummer, Siegfried Adolf (1899–1977), deutscher Kunstmaler und Esoteriker
- Kummer, Stefan (* 1947), deutscher Kunsthistoriker
- Kummer, Sylvia K. (* 1959), österreichische Künstlerin
- Kummer, Tanja (* 1976), Schweizer Schriftstellerin
- Kummer, Thomas (* 1964), Schweizer Politiker (Grüne)
- Kummer, Tilo (* 1968), deutscher Politiker (BSW, Die Linke), MdL
- Kummer, Tom (* 1961), Schweizer Journalist und SchriftstellerTom Kummer (* 1961)

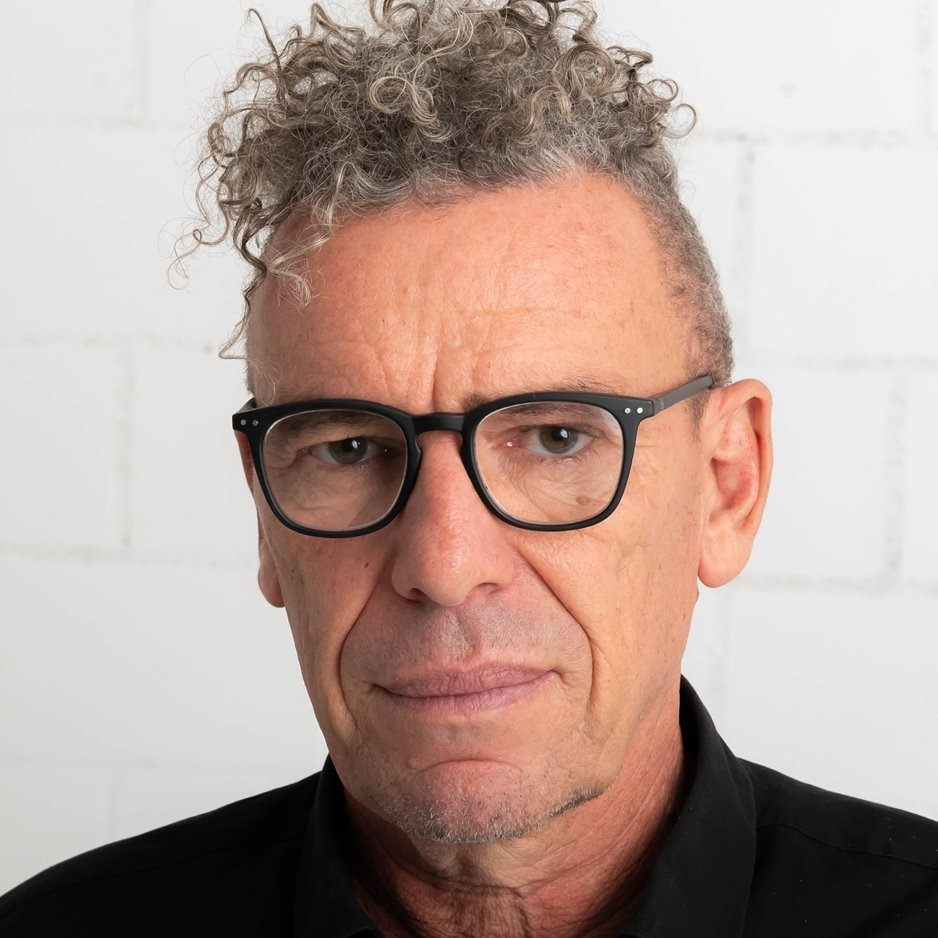
Tom Kummer (* 1961)

- Kummer, Uta (* 1966), deutsche Politikerin (SPD), MdBB
- Kummer, Walter (1875–1962), Schweizer Maschinenbauingenieur
- Kummer, Werner (1943–2010), deutscher Linguist
- Kummer, Wolfgang (1914–1988), deutscher Bobsportler
- Kummer, Wolfgang (1935–2007), österreichischer Physiker
- Kummer, Wolfgang (* 1970), deutscher Eishockeyspieler
- Kümmerer, Burkhard (* 1953), deutscher Mathematiker und Hochschullehrer
- Kümmerer, Emil (1914–2008), deutscher Orientalist und Bibliothekar
- Kummerer, Hans (1914–1993), österreichischer Blasmusikkomponist
- Kümmerer, Klaus (* 1959), deutscher Chemiker und Hochschullehrer
- Kummerer, Roman (* 1985), österreichischer Fußballspieler
- Kummerer, Rudolf (1883–1961), österreichischer Komponist
- Kummerer, Werner (1948–2019), österreichischer Politiker (SPÖ), Abgeordneter zum Nationalrat
- Kummerfeld, Henriette (1869–1915), deutsche Malerin
- Kummerfeldt, Hans (1887–1963), deutscher Politiker (NSDAP), MdR, MdL
- Kummerfeldt, Veronika (* 1935), deutsche Leichtathletin
- Kümmerle, Adolf, deutscher Fußballspieler
- Kümmerle, Fritz (1917–2014), deutscher Chirurg, Hochschullehrer
- Kümmerle, Michael (* 1979), deutscher Fußballspieler
- Kümmerle, Salomon (1832–1896), deutscher evangelischer Kirchenmusiker, Organist, Essayist, Musikschriftsteller sowie Haus- und Schullehrer
- Kümmerle, Werner (* 1939), deutscher Tischtennisspieler
- Kümmerlein, Heinz (1909–1979), deutscher Jurist und nationalsozialistischer Funktionär
- Kümmerling, Gisa (* 1977), deutsche Schauspielerin
- Kummerlöw, Anna (* 1989), deutsche Musikerin
- Kummerlöw, René, deutscher Skispringer
- Kummerlöwe, Hans (1903–1995), deutscher Ornithologe
- Kummernuss, Adolph (1895–1979), deutscher Gewerkschaftsfunktionär und Politiker (SPD), MdHB
- Kummerow, Hansheinrich (1903–1944), deutscher Wissenschaftler und Widerstandskämpfer
- Kummerow, Ingeborg (1912–1943), deutsche Widerstandskämpferin
- Kümmert, Andreas (* 1986), deutscher Blues- und RocksängerAndreas Kümmert (* 1986)

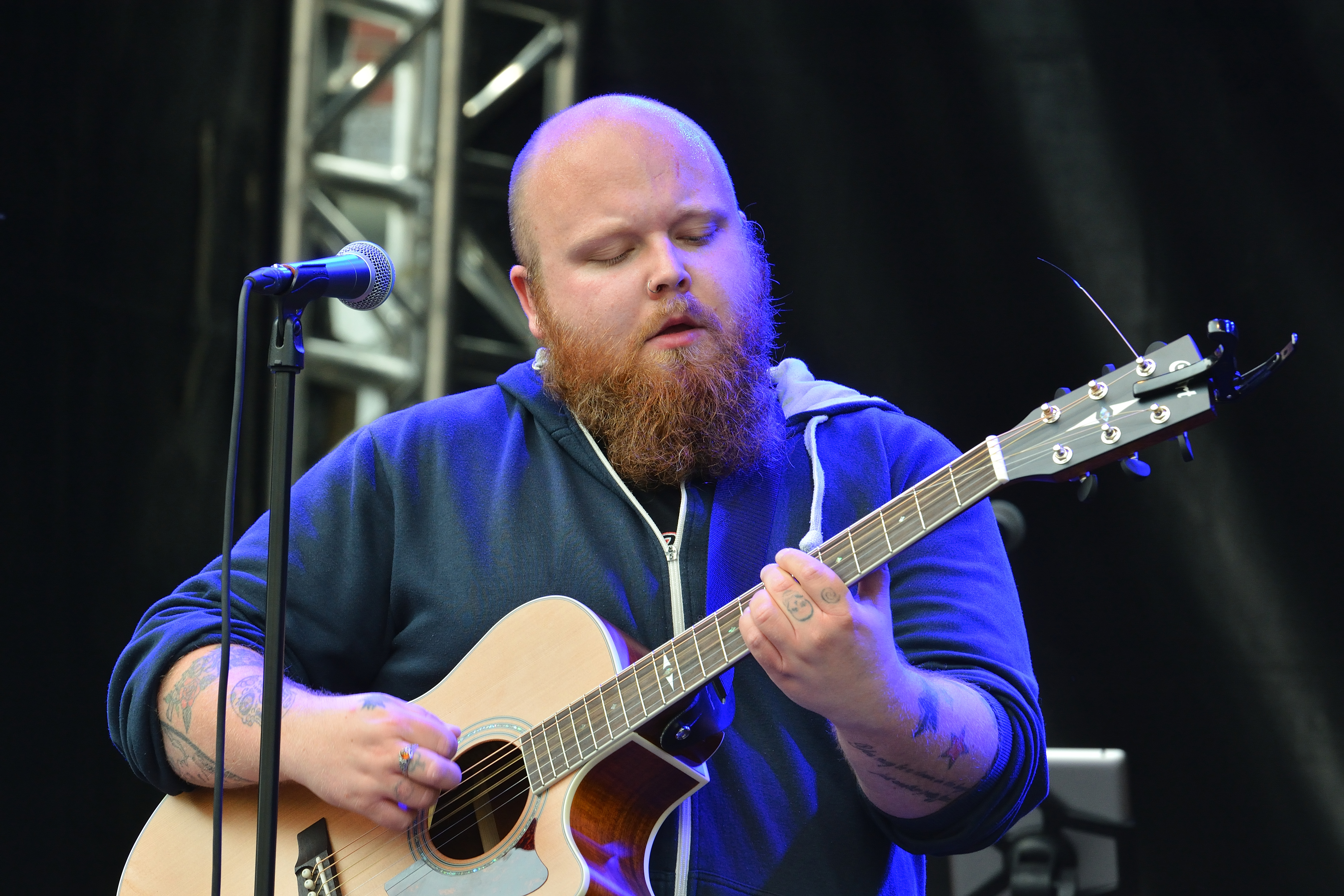
Andreas Kümmert (* 1986)

- Kummert, Angela (* 1955), deutsche Försterin und Politikerin (PDS), MdVK
- Kummert, Joachim (1834–1914), deutscher Politiker
- Kummert, Nicolas (* 1979), belgischer Jazzmusiker (Gesang, Tenorsaxophon)
- Kummert, Otto (* 1936), deutscher Gebrauchsgrafiker und Hochschullehrer in der DDR
- Kümmert, Robert (1909–1991), deutscher katholischer Geistlicher, Caritasdirektor
- Kummeth, Eva, deutsche Drehbuchautorin und Schauspielerin
- Kummeth, Horst (* 1956), deutscher Fernseh- und Theaterschauspieler, Regisseur, Dreh- und Kinderbuchautor
- Kummetz, Günther († 1990), deutscher Eishockeyspieler
- Kummetz, Oskar (1891–1980), deutscher Generaladmiral im Zweiten Weltkrieg
- Kummi, Malik, indo-muslimischer Poet
- Kümmich, Karl Daniel (1798–1856), evangelischer Geistlicher und Landtagsabgeordneter im Großherzogtum Hessen
- Kummich, Manfred (* 1942), deutscher Radrennfahrer
- Kumming, Waldemar (1924–2017), deutscher Herausgeber (Science-Fiction-Fanzine)
- Kummler, Hermann (1863–1949), Schweizer Kaufmann, Industrieller und Erfinder
- Kümmritz, Joachim (* 1949), deutscher Theaterintendant

### Kumo
- Kumoch, Jakub (* 1975), polnischer Diplomat, Journalist, Politologe
- Kumoi, Tatsuo (1844–1871), japanischer Samurai
- Kumoji, Anna-Lisa (* 1990), norwegische Sängerin und Musicaldarstellerin
- Kumon, Hiroaki (* 1966), japanischer Fußballspieler
- Kumon, Toru (1914–1995), japanischer Mathematiklehrer und Erfinder der Kumon-Methode
- Kumordzi, Bennard Yao (* 1985), ghanaischer Fußballspieler
- Kumorek, Aleksandra (* 1971), deutsche Drehbuchautorin und Filmregisseurin
- Kumova, Halil (1956–2020), türkischer Schauspieler

### Kump
- Kump, Heimo (* 1968), österreichischer Fußballtrainer
- Kump, Herman G. (1877–1962), US-amerikanischer Politiker
- Kump, Marko (* 1988), slowenischer Radrennfahrer und Sportlicher Leiter
- Kumpan, Christoph (* 1974), deutscher Rechtswissenschaftler, Hochschullehrer
- Kumpan, Vlado (* 1972), slowakischer Trompeter
- Kumpan-Takacs, Silvia (* 1979), österreichische Politikerin (SPÖ), Abgeordnete zum Nationalrat
- Kumpe, Andrea (* 1979), deutsche Organistin und Musikpädagogin
- Kümpekejew, Änuar (* 1984), kasachischer Politiker
- Kümpel, Anna Sophie (* 1989), deutsche Kommunikationswissenschaftlerin
- Kümpel, Hans-Joachim (* 1950), deutscher Geologe
- Kümpel, Johann Tobias von (1733–1804), preußischer Generalmajor und Chef des Füsilierbataillons Nr. 16
- Kümpel, Josef (1915–1992), deutscher Politiker (CDU), MdL
- Kümpel, Philipp E. (* 1968), deutscher Buchautor, Musiker, Filmkomponist
- Kümpel, Wilhelm (1822–1880), deutscher Porträt-, Historien- und Landschaftsmaler der Düsseldorfer Schule
- Kümpel, Wilhelm (1920–2000), deutscher Domorganist und Kirchenmusikdirektor
- Kumpen, Anthony (* 1978), belgischer Autorennfahrer
- Kümper, Hiram (* 1981), deutscher Historiker
- Kümpers, Julia (* 1992), deutsche Leichtathletin
- Kumpf, Andreas (* 1967), deutscher Psychologe und Autor
- Kumpf, Gottfried (1930–2022), österreichischer Maler, Graphiker und Bildhauer
- Kumpf, Hans (* 1951), deutscher Jazzmusiker, Autor und Fotograf
- Kumpf, Helmut (1928–1973), deutscher Politiker (CDU), MdL
- Kumpf, Johann Gottfried (1781–1862), Kärntner Arzt und Publizist
- Kumpf, Johann Heinrich (* 1950), deutscher Jurist und Rechtshistoriker
- Kumpf, Josias (1925–2009), donauschwäbischer Landarbeiter, Mitglied der Waffen-SS, Wächter im Zwangsarbeitslager Trawniki
- Kumpf, Mario (* 1986), deutscher Politiker (AfD), MdL
- Kumpf, Ute (* 1947), deutsche Politikerin (SPD), MdB
- Kümpfel, Uli (* 1957), deutscher Musiker und Filmkomponist
- Kumpfmüller, Hans (* 1953), österreichischer Schriftsteller
- Kumpfmüller, Joseph (1869–1949), Bischof von Augsburg
- Kumpfmüller, Klaus (* 1969), österreichischer Banker, Vorstand der Österreichischen Finanzmarktaufsichtsbehörde
- Kumpfmüller, Michael (* 1961), deutscher SchriftstellerMichael Kumpfmüller (* 1961)

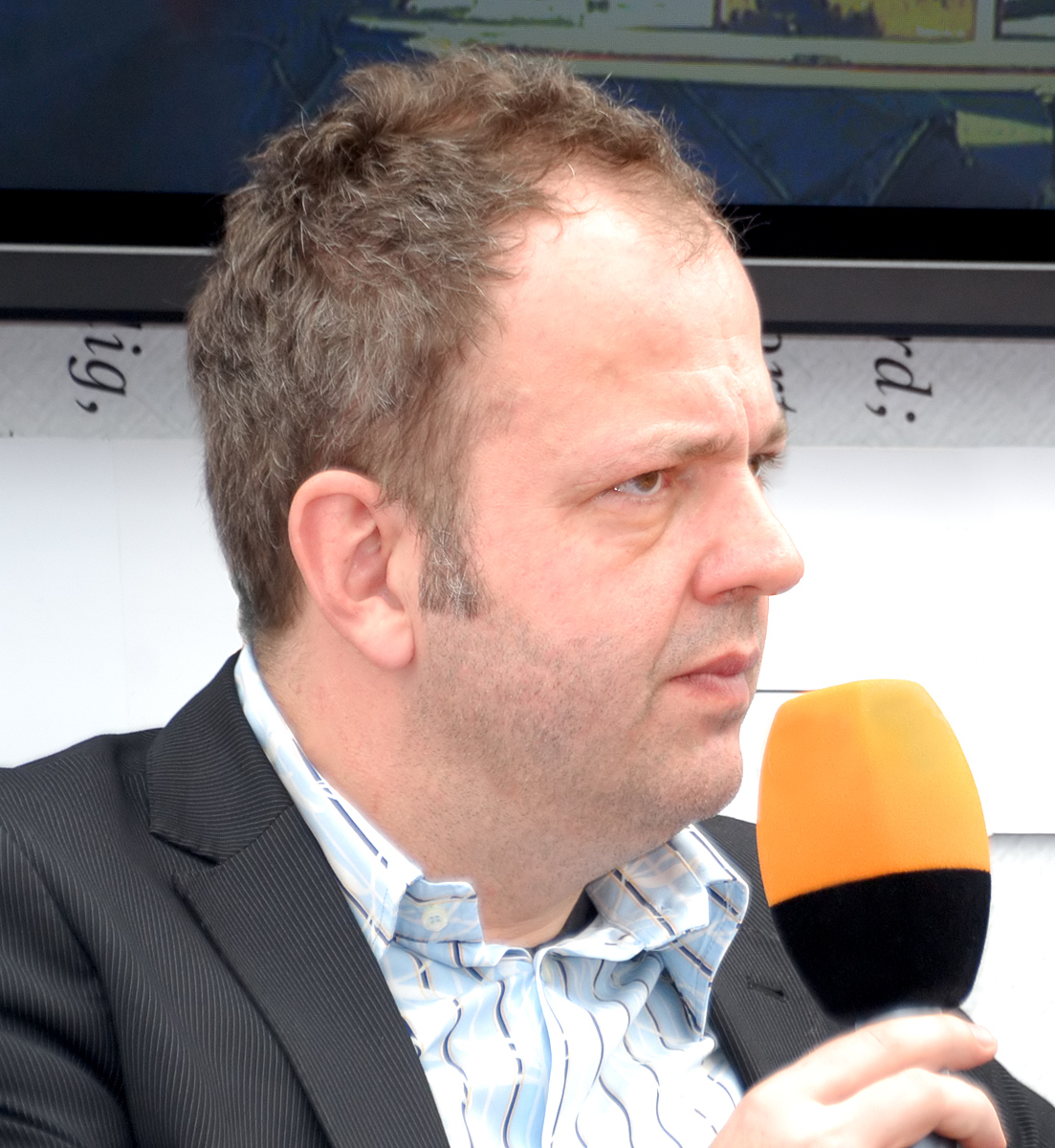
Michael Kumpfmüller (* 1961)

- Kumpienė, Janina (* 1943), litauische Politikerin
- Kumpis, Nicole (* 1974), deutsche Sportfunktionärin
- Kumpitsch, Günther (* 1960), österreichischer Politiker (FPÖ), Abgeordneter zum Nationalrat
- Kumpmann, Karl (1913–2006), deutscher Hürdenläufer
- Kumpost, Éva (1934–1994), ungarische Keramikerin
- Kumpošt, Jindřich (1891–1968), tschechischer Architekt
- Kumpsthoff, Georg († 1649), deutscher Jurist und Gesandter bei den Westfälischen Friedensverhandlungen
- Kumptner, Alexander (* 1983), österreichischer Koch und FernsehkochAlexander Kumptner (* 1983)

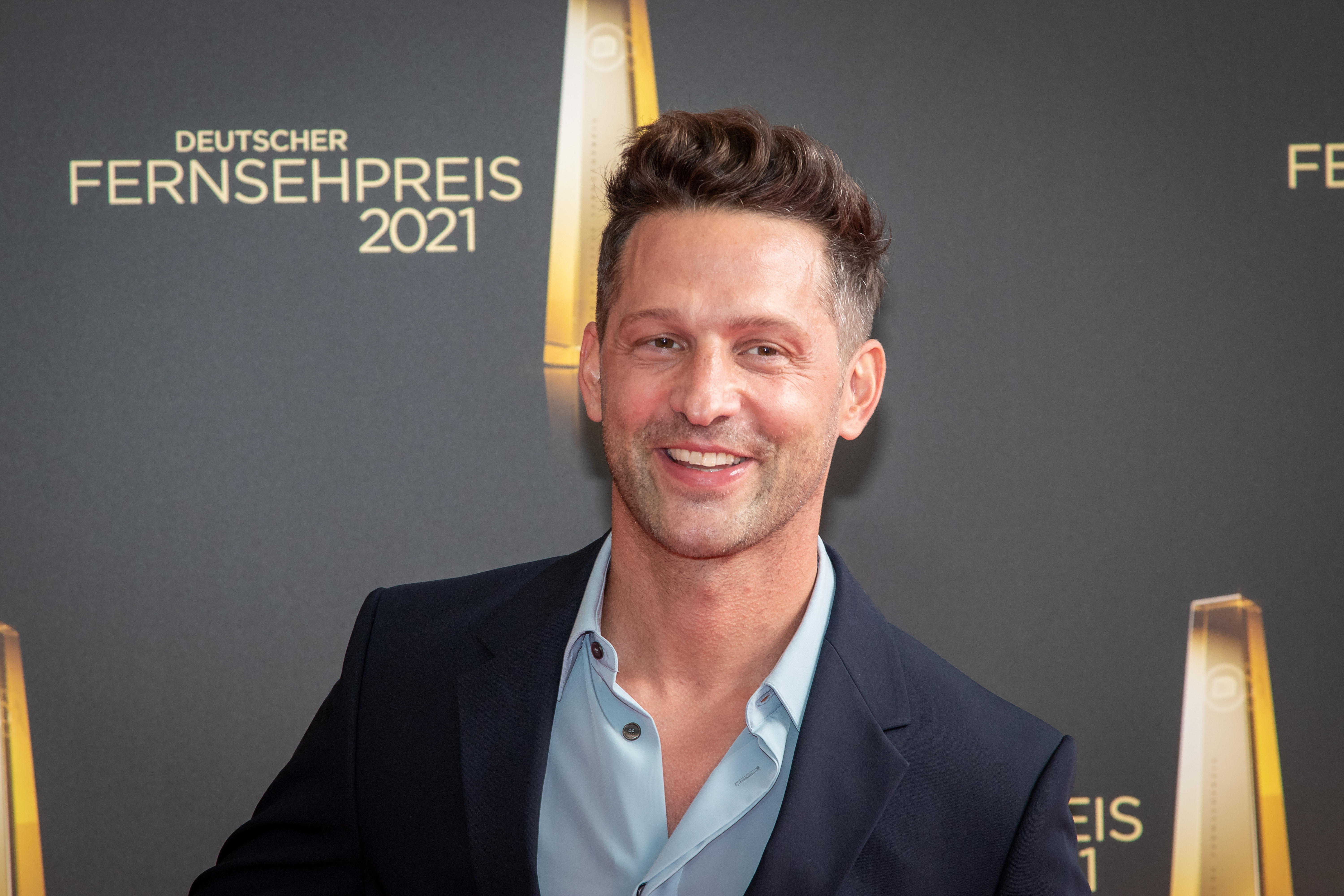
Alexander Kumptner (* 1983)

- Kumpula-Natri, Miapetra (* 1972), finnische Politikerin
- Kumpulainen, Jussi (* 1976), finnischer Basketballspieler

### Kumr
- Kumral, Tuğçe (* 1983), türkische Schauspielerin
- Kumrow, Klaus (1959–2010), deutscher bildender Künstler

### Kums
- Kums, Sven (* 1988), belgischer Fußballspieler
- Kumstát, Jan (* 2007), tschechischer Tennisspieler
- Kumstát, Petr (* 1981), tschechischer Eishockeyspieler

### Kumu
- Kumuondala Mbimba, Joseph (1941–2016), kongolesischer Geistlicher, Erzbischof von Mbandaka-Bikoro

### Kumz
- Kumža, Algirdas (* 1956), litauischer Politiker